# Xiang Jiang
Xiang Jiang (chiń. 湘江; pinyin Xiāng Jiāng) – rzeka w południowo-wschodnich Chinach, największa rzeka prowincji Hunan, a także największy dopływ Jangcy. Źródło rzeki znajduje się w Górach Południowochińskich (Kuangsi). W górnym biegu rzeka jest połączona kanałem Lingqu z rzeką Li Jiang. Jej długość wynosi 817 km, a powierzchnia dorzecza to ok. 95 tys. km², średni przepływ wody 2270 m³. Xiang Jiang uchodzi do jeziora Dongting Hu, które jest połączone z Jangcy.
Rzeka jest wykorzystywana do nawadniania, rozwija się na niej żegluga (szczególnie w Xiangtan). W 2001 roku Bank Światowy przeznaczył 100 milionów dolarów dla rządu Chin na rzecz rozwoju Xiang Jiang.
Dopływy:
- Xiao Shui
- Zheng Shui

Duże miasta nad Xiang Jiang:
- Hengyang
- Zhuzhou
- Xiangtan
- Changsha